# Wladislaw Alexejewitsch Chadarin
Wladislaw Alexejewitsch Chadarin (russisch Владислав Алексеевич Хадарин; * 22. Februar 1998 in Nowosibirsk) ist ein russischer Snowboarder. Er startet in den Disziplinen Slopestyle und Big Air.

## Werdegang
Chadarin nimmt seit 2012 an Wettbewerben der Ticket to Ride World Snowboard Tour teil. Dabei holte er im März 2013 im Slopestyle bei den Italian Rookie Finals in Obereggen seinen ersten Sieg. Bei den Snowboard-Juniorenweltmeisterschaften 2014 in Chiesa in Valmalenco belegte er den 16. Platz im Slopestyle. Im folgenden Jahr gewann er erneut bei den Italian Rookie Finals in Obereggen im Slopestyle. Zu Beginn der Saison 2015/16 siegte er im Slopestyle beim Corvatsch Rookie Fest. Bei den Olympischen Jugend-Winterspielen 2016 in Lillehammer holte er die Silbermedaille im Slopestyle. Im März 2016 wurde er bei den Snowboard-Juniorenweltmeisterschaften 2016 auf der Seiser Alm Sechster im Slopestyle und Fünfter im Slopestyle. Im Snowboard-Weltcup debütierte er im Januar 2017 in Moskau. Dabei holte er im Big-Air-Wettbewerb seinen ersten Weltcupsieg. Bei den Snowboard-Weltmeisterschaften 2017 in Sierra Nevada belegte er den 17. Platz im Big Air und den 16. Rang im Slopestyle. Im Februar 2018 belegte er bei den Olympischen Winterspielen in Pyeongchang den 20. Platz im Big Air und den 19. Rang im Slopestyle. Im folgenden Jahr errang er bei den Weltmeisterschaften in Park City den 20. Platz im Slopestyle und holte bei der Winter-Universiade 2019 in Krasnojarsk die Silbermedaille im Slopestyle. In der Saison 2019/20 holte er im Slopestyle auf der Seiser Alm seinen zweiten Weltcupsieg und belegte damit den fünften Platz im Slopestyle-Weltcup. Im März 2020 wurde er russischer Meister im Slopestyle. In der folgenden Saison siegte er bei den russischen Meisterschaften im Big Air und kam bei den Snowboard-Weltmeisterschaften 2021 in Aspen auf den 24. Platz im Big Air sowie auf den 22. Rang im Slopestyle. Im folgenden Jahr belegte er bei den Olympischen Winterspielen in Peking den 19. Platz im Big Air und den 15. Rang im Slopestyle.